# Damalis fusca
Damalis fusca là một loài ruồi trong họ Asilidae. Damalis fusca được Walker miêu tả năm 1849.